# 769 (číslo)
Sedm set šedesát devět je přirozené číslo. Následuje po čísle sedm set šedesát osm a předchází číslu sedm set sedmdesát. Římskými číslicemi se zapisuje DCCLXIX a řeckými číslicemi ψξθ.

## Matematika
769 je:
- Deficientní číslo
- Prvočíslo
- Nešťastné číslo

## Astronomie
- (769) Tatjana je planetka hlavního pásu, kterou objevil v roce 1913 Grigory Neujmin

## Roky
- 769
- 769 př. n. l.